# Premio Crítica Serra d'Or de Literatura y Ensayo
El Premio Crítica Serra d'Or, en la categoría de Literatura y Ensayo es un galardón otorgado anualmente por la revista Serra d'Or, editada por Publicacions de l'Abadia de Montserrat. Se trata de una distinción sin dotación económica, pero que ha conseguido consolidar un gran prestigio y renombre en el ámbito cultural catalán, premiando obras de literatura y de ensayo publicadas en el año anterior. Por tanto, no se trata de un premio a obras o a personas que se hubieran presentado como candidatos, sino que un jurado distinguirá las obras que, dentro del ámbito cultural catalán, consideran que son los merecedores.

## Obras galardonadas

### Ensayo
- 2018 L'amic de la finca roja. Mercè Ibarz
- 2008 El riure de la màscara. Pere Ballart
- 2006 Jo ja he estat aquí. Ficcions de la repetició. Jordi Balló i Xavier Pérez
- 2003 La poesía en el Boudoir i Els proverbis. Miquel de Palol i Muntanyola
- 2002 La ciutat interrompuda. Julià Guillamon
- 2001 L'Espill de Janus. Enric Sòria
- 1998 Josep Pla, ficció autobiogràfica i veritat narrativa. Xavier Pla
- 1996 El paradís de les paraules. Josep Piera.
- 1995 Formes de l'individualisme. Antoni Marí.
- 1994 Sobre Foix. Carles Miralles.
- 1990 Qüestió de mots. J.N. Santaeulàlia.
- 1989 La voluntat expressiva. Antoni Marí.
- 1988 Marginats i integrats en la novel•la catalana(1925-1938). Carme Arnau.
- 1987 La construcció del sentit. Dolors Oller.
- 1986 Mirador Antoni Comas.
- 1985 L'home de geni Antoni Marí.
- 1985 Crítica de la nació pura Joan-Francesc Mira.
- 1984 El llibre de les bèsties Xavier Fàbregas.
- 1983 De la vida privada Lluís Flaquer.
- 1978 Lectura de La Terra Gastada de T.S. Eliot Joan Ferrater.
- 1977 La crisi del Modernisme artístic Francesc Fontbona de Vallescar.
- 1976 Aspectes del Modernisme Joan Lluís Marfany.
- 1975 L'art contra l'estètica Antoni Tàpies.
- 1974 Poesía, llenguatge, forma Marià Manent.
- 1973 Literatura catalana contemporània Joan Fuster.
- 1972 Miró llegit Alexandre Cirici.
- 1972 Lleures i converses d'un filòleg Joan Coromines.
- 1971 L'art català contemporani Alexandre Cirici.
- 1970 Josep Carner i el Noucentisme Albert Manent.
- 1969 Heretgies, revoltes i sermons Joan Fuster.
- 1968 Catalanisme i revolució burgesa Jordi Solé Tura.
- 1967 Problemes del nostre cristianisme Jaume Lorés.

### Biobibliografía
- 1987 Paper, cartes, paraules. Gabriel Ferrater.

### Cuentos
- 1998 La gran novel•la sobre Barcelona. Sergi Pàmies
- 1997 Guadalajara. Quim Monzó
- 1980 Sic trànsit Glòria Swanson. Emili Teixidor
- 1979 Invasió subtil i altres contes. Pere Calders
- 1977 La caiguda de l'Imperi Sodomita i altres històries herètiques. Terenci Moix
- 1975 Contes i narracions (segon volum). Manuel de Pedrolo
- 1971 Difunts sota els ametllers en flor. Baltasar Porcel
- 1970 El balcó. Jordi Sarsanedas
- 1969 Tots els contes. Pere Calders
- 1968 La meva Cristina i altres contes. Mercè Rodoreda

### Crítica literaria
- 1997 Obra crítica, I. Joaquim Molas

### Diarios
- 2006 La lentitud del mar. Dietari 1989-1997. Enric Sòria
- 2002 Dies de memòria 1938-1940. Diari d'un mestre adolescent.. Joan Triadú
- 1992 Mentre parlem. Enric Sòria
- 1985 Temps que fuig. Tomàs Garcés
- 1982 Dietari 1979-1980. Pere Gimferrer
- 1983 L'aroma d'arç. Dietari dispers 1919-1981. Marià Manent

### Edición
- 1991 Les cartes de Carles Riba, I: 1910-1938. Carles-Jordi Guardiola
- 1984 Poesía valenciana completa, de Teodor Llorente. A cura de Lluís Guarner

### Edición de obra catalana
- 1982 Llibre de Consolat de Mar. Germà Colón i Arcadi García

### Edición de obra extranjera
- 1981 Monsieur Teste, de Paul Valéry. Jordi Llovet y Àlex Susanna

### Epistolario
- 2013 Baltasar Porcel i Llorenç Villalonga. Les passions ocultes. Epistolari complet (1957-1976). Rosa Cabré.
- 1995 Epistolari de Joan Fuster-Vicenç Riera Llorca. Joan Pujadas i Josep Ferrer

### Estudio literario
- 2016 Joan Perucho, cendres i diamants, de Julià Guillamon.
- 2015 Novel·la catalana i novel·la catòlica: Sales, Benguerel, Bonet., de Carles Lluch.
- 2014 Sobre literatura del segle XIX, de Antònia Tayadella.
- 2013 Humanisme i nacionalisme en l'obra de Joan Fuster. Josep Iborra.
- 2012 Domènec Guansé, crític literari i novel•lista: entre l'exili i el retorn. Montserrat Corretger
- 2011 El dietarisme entre dos segles (1970-2000). Anna Esteve
- 2009 La vocació de modernitat de Barcelona. Auge i declivi d'una imatge urbana. Joan Ramón Resina
- 2008 Textualisme i subversió: formes i condicions de la narrativa experimental catalana (1970-1985). Edición de Margalida Pons.
- 2007 Una literatura entre el dogma i l'heretgia. Les influències dantesques en l'obra de Joan Maragall. Francesco Ardolino
- 2006 El realisme compromès en la narrativa catalana de postguerra. Vicent Simbor
- 2003 Entre l'afirmació individualista i la desperta col•lectiva. Damià Pons
- 2001 Verbàlia. Màrius Serra
- 2000 Obra crítica, volum II. Joaquim Molas
- 1999 Ausiàs March o l'emergència del jo. Marie-Claire Zimmermann

Poesía insular de postguerra: quatre veus dels anys cinquanta. Margalida Pons
- 1997 Dos màrtirs de ma pàtria, o siga Llucià i Marcià de Jacinto Verdaguer Ricard Torrents
- 1996 Els orígens ideològics i literaris de Josep Pla. Marina Gustà

Jacinto Verdaguer, estudis i aproximacions Ricard Torrents
- 1995 Escriptors catalans i compromís antifeixista(1936-1939). María Campillo
- 1994 Salvador Espriu, els anys d'aprenentatge. 1929-1943. Rosa Delor
- 1993 Estudi que precedeix a l'edició d’Excursions i Viatges de Jacinto Verdaguer. Narcís Garolera i Carbonell
- 1992 Introducció a la poesía de Joan Vinyoli. Ferran Carbó
- 1991 Aproximació a Tirant lo Blanc. Martín de Riquer
- 1989 De Bernat Metge a Joan Roís de Corella. Lola Badia
- 1984 Aproximació històrica al mite de Sinera. Agustí Espriu i Malagelada, Nuria Noguera i Baró i M. Assumpció Pons i Recolons

### Historia literaria
- 1984 La literatura catalana d'avantguarda 1916-1938. Joaquim Molas

### Biografías y memorias
- 2017 Ha nevat sobre Yesterday, de Gabriel Janer Manila
- 2011 Octubre. Miquel Pairolí
- 2010 Seductors, il•lustrats i visionaris. Sis personatges en temps adversos. Josep M. Castellet
- 2009 Memòries d'un segle d'or. Joan Triadú
- 2005 Nèstor Lujan. El periodisme liberal. Agustí Pons
- 2004 María Àngels Anglada. Passió per la memòria. Francesc Folquet

El quadern de memòries. Josep Romeu
- 2002 Memòries d'un cirurgià. Moisès Broggi
- 2000 Un exiliat de tercera. Carles Fontserè
- 1997 Les fites netes. Damià Huguet
- 1996 Santiago Rusiñol, el pintor, l'home. Josep de C. Laplana
- 1994 Josep Pla, el difícil equilibri entre la literatura i la política. Cristina Badosa
- 1993 Llibre de Durham. Miquel Desclot
- 1992 Darrers diaris inèdits. Blocs 1988-1990. Manuel de Pedrolo
- 1991 La memòria és un gran cementiri. Manuel Ibàñez Escofet
- 1990 Combat d'incerteses. Oriol Bohigas

Viure i veure Avel•lí Artís-Gener (Tísner).
- 1989 Els escenaris de la memòria. Josep M. Castellet
- 1980 El present vulnerable. Feliu Formosa
- 1979 Memòries de la guerra i de l'exili (Vol. I) Maurici Serrahima
- 1978 Memòria personal. Antoni Tàpies
- 1976 El vel de Maia. Marià Manent

### Narrativa
- 2017 Mística Conilla, de Jordi Lara
- 2016 Les fantasies del nàufrag, de Pep Albanell
- 2015 La pell de la frontera, de Francesc Serés
- 2014 Vine com estàs. Mercè Ibarz
- 2012 Gats al parc. Alba Dedeu
- 2010 El cant de l’Alosa. Pau Faner
- 2009 La mort i la pluja. Guillem Frontera
- 2007 La força de la gravetat. Francesc Serés
- 2006 Sis homes. Josep M. Fonalleras
- 2005 La pedra a la sabata. Joan Rendé
- 2004 La inundació. Susanna Rafart
- 2003 Adéu. Àngel Burgas
- 2002 Ieu Sabi un conte.... Manuel Zabala
- 2001 Viatge d'hivern. Jaume Cabré
- 2000 Xamfrà de tardor. Josep Albanell
- 1999 Pell d'armadillo. Jordi Puntí
- 1995 De Famagusta a Antofagasta. Jordi Sarsanedas
- 1994 El perquè de tot plegat. Quim Monzó
- 1993 Històries perverses. Isabel-Clara Simó
- 1992 El vas de plata. Antoni Marí
- 1991 Disset contes i una excepció. Manuel de Pedrolo
- 1990 Alfabet. Josep Palàcios
- 1986 L'illa de Maians. Quim Monzó
- 1985 Col•locació de personatges en un jardí tancat. Jordi-Pere Cerdà
- 1984 Tot s'aprofita. Pere Calders
- 1981 Olivetti, Moulinex, Chaffoteaux et Maury. Quim Monzó

### Novela
- 2018 Les coses que realment han vist aquests ull inexistents, de Josep Lluís Badal.
- 2017 El navegant, de Joan-Lluís Lluís.
- 2016 La sega, de Martí Domínguez.
- 2015 El diable i l'home just, de Jordi Coca.
- 2014 Climent. Josep Maria Fonalleras[1]
- 2013 Sense alè, de Josefa Contijoch.[2]
- 2012 Jo confesso. Jaume Cabré i Fabré.[3]
- 2011 La pastoral catalana. Julià de Jòdar
- 2010 El testament d’Alcestis. Miquel de Palol
- 2009 Aiguafang. Joan-Lluís Lluís
- 2008 L'illa dels dòlmens. Antoni Vidal Ferrando
- 2007 El metall impur. Julià de Jòdar
- 2006 Pandora al Congo. Albert Sánchez Piñol
- 2005 Olympia a mitjanit. Baltasar Porcel
- 2004 El nyèbit. Ramón Montón.[4]
- 2003 Societat limitada. Ferran Torrent
- 2002 L'emperador o l'ull del vent. Baltasar Porcel
- 2001 Cap al cel obert. Carme Riera
- 2000 Bulbs. J.N. Santaeulàlia
- 1999 El fil de plata. Lluís-Anton Baulenas
- 1998 Estremida memòria. Jesús Moncada
- 1997 L'ombra de l'enunuc. Jaume Cabré
- 1996 El camí de Vincennes. Antoni Marí
- 1995 La passió segons Renée Vivien. María-Mercè Marçal
- 1994 Les hores detingudes. Ramón Solsona
- 1993 Càmfora. María Barbal
- 1992 Senyoria. Jaume Cabré
- 1991 L'estuari. Miquel Bauçà
- 1990 El jardí dels set crepuscles. Miquel de Palol i Muntanyola
- 1989 Camí de Sirga. Jesús Moncada.
- 1987 La mort i la primavera. Mercè Rodoreda.
- 1986 Al meu cap una llosa. Olga Xirinacs.
- 1985 Fra Junoy o l'agonia dels sons. Jaume Cabré.
- 1984 Panorama amb dona. Miquel-Àngel Riera.
- 1983 La frontissa. Maurici Serrahima.
- 1982 Quanta, quanta guerra. Mercè Rodoreda.
- 1981 Crim de germania. Josep Lozano.
- 1979 Ventada de morts. Josep Albanell.
- 1978 L'Ascensió. El pelegrí apassionat. Volum XII. Joan Puig i Ferreter.
- 1977 Procés de contradicció suficient. Manuel de Pedrolo.
- 1976 Cavalls cap a la fosca. Baltasar Porcel.
- 1975 Morir quan cal. Miquel-Àngel Riera.
- 1974 Oferiu flors als rebels que fracassaren. Oriol Pi de Cabanyes.
- 1973 Siro o la increada consciència de la raça. Terenci Moix.
- 1972 Situació analítica. Manuel de Pedrolo.
- 1971 Amb permís de l'enterramorts. Vicenç Riera Llorca.
- 1970 El día que va morir Marilyn. Terenci Moix.
- 1969 Els argonautes. Baltasar Porcel.
- 1968 Totes les bèsties de càrrega. Manuel de Pedrolo.
- 1967 El carrer de les camèlies. Mercè Rodoreda.

### Obras completas
- 2006 Obra literària completa I. Poesía, teatre i contes. Josep Palau i Fabre
- 1988 Història de la literatura catalana, III. Jordi Rubió i Balaguer
- 1987 Obra completa, poesía. Marià Villangómez
- 1980 Obres completes, Volum II. J.V. Foix
- 1979 Poesía escènica 1958-1962. Teatro completo. Vol. III. Joan Brossa
- 1976 Obra poètica. Pere Quart

### Poesía
- 2018 Obra Poetica (1973-2015), de Teresa d'Arenys.
- 2017 Ouse, de Mireia Vidal-Conte.
- 2016 Caïm, de Josep-Ramon Bach.
- 2015 Seixanta-un poemes, de Francesc Parcerisas.
- 2014 L’Oració Total. Carles Camps.[1]
- 2013 Lent. Narcís Comadira.[2]
- 2012 Estiula. Lluís Calvo
- 2011 L’espiga del buit. Miquel Bezares
- 2010 A la taula del mig. Cèlia Sànchez-Mústich
- 2009 Postals de cendres. Hilari de Cara
- 2008 Diari d'un setembrista. Jordi Llavina
- 2007 Nura. Ponç Pons
- 2006 Càlcul d'estructures. Joan Margarit i Consarnau
- 2005 Terra cansada. Jordi Pàmias
- 2004 El centre del temps. Carles Duarte
- 2003 El temps en ordre. Teresa Pascual
- 2002 L'enlluernament, el cap del carrer. Jordi Sarsanedas
- 2001 Subllum. Màrius Sampere
- 2000 Tot jo és una exageració. Bartomeu Fiol.
- 1999 Dins l'esfera del temps. Montserrat Abelló.
- 1998 Llibre de les solituds. Miquel Martí i Pol.
- 1997 Vol de cendres. Jaume Pont.
- 1996 Passat festes. Joan Brossa.
- 1995 Al llarg de tota una impaciència. Feliu Formosa.
- 1994 Terra d'aigua. Ramón Guillem.
- 1993 Spiritual. Josep M. Llompart.
- 1992 La cosa aquella. Enric Casasses i Figueras.
- 1991 Raó d'atzar. Jaume Pont.
- 1990 Fins a un cert punt. Jordi Sarsanedas.
- 1989 El vendaval. Pere Gimferrer.
- 1988 La dona del navegant. Joan Margarit i Consarnau.
- 1987 Larari. Francesc Prat.
- 1986 Enigma. Narcís Comadira.
- 1985 Passeig d'aniversari. Joan Vinyoli.
- 1984 El porxo de les Mirades. Miquel de Palol i Muntanyola.
- 1983 Cants d'Hekatònim de Tifundis. Joan Margarit i Consarnau.
- 1982 A hores petites. Joan Vinyoli.
- 1981 Mandràgola. Josep M. Llompart.
- 1980 Poemes 1950-1975. Segimon Serrallonga.
- 1979 Balanç de mar. Vicent Andrés Estellés.
- 1978 Poemes de seny i cabell. Joan Brossa.
- 1977 Vent d'aram. Joan Vinyoli.
- 1976 Ara que és tard. Joan Vinyoli.
- 1975 Les pedres de l'àmfora. Vicent Andrés Estellés.
- 1974 Cappare. Joan Brossa.
- 1973 Recomane tenebres. Vicent Andrés Estellés.
- 1972 Setmana Santa. Salvador Espriu.
- 1971 Poesía rasa. Joan Brossa.
- 1970 L'esperança encara. Clementina Arderiu.
- 1969 Circumstàncies. Pere Quart.
- 1968 Com un núvol lleuger. Marià Manent.
- 1967 Teoría dels cossos. Gabriel Ferrater

### Prosa
- 1999 El canvi. Miquel Bauçà
- 1984 Fortuny. Pere Gimferrer
- 1982 Les roques i el mar, el blau. Salvador Espriu
- 1981 Viatges i flors. Mercè Rodoreda
- 1980 Notes de capvesprol. Josep Pla

### Prosa de no ficción
- 1994 Annus Horribilis. Valentí Puig
- 1977 Articles amb cua. Josep Pla
- 1976 Ressonàncies. Diari d'un escriptor. Joan Puig i Ferreter
- 1975 Seixanta anys d'anar pel món. Eugeni Xammar
- 1974 Del Pròxim Orient. Josep Carner

Memòries fins a 1935. Aurora Bertrana
- 1973 El que hem menjat. Josep Pla

Del passat quan era present. Maurici Serrahima
- 1972 Testament a Praga. Tomàs i Teresa Pàmies
- 1971 Al llarg de la meva vida. Ferran Soldevila
- 1969 A flor d'oblit. Marià Manent
- 1968 Arran de mar. Baltasar Porcel
- 1967 El quadern gris. Josep Pla

### Prosa periodística
- 1995 Mesures, alarmes i prodigis. Pere Calders

### Prosa poética
- 1997 L'ocell imperfecte. Josep-Ramón Bach.
- 1975 99 notes sobre ficcions poncianes. J.V. Foix.
- 1973 Tocant a mà... J.V. Foix.
- 1969 Darrer comunicat. J.V. Foix.

### Reportaje histórico
- 1978 Els catalans als camps nazis. Montserrat Roig

### Traducción de novela
- 1993 La llanterna de l'arç, de Seamus Heaney. Francesc Parcerisas.
- 1991 Anunci d'una casa on no vull viure, de Bohumil Hrabal. Mònika Zgustovà.
- 1989 Bella del senyor, d’Albert Cohen. Jaume Fuster.
- 1988 Berlín Alexanderplatz, d’Alfred Doblin. Carme Serrallonga.

### Traducción de prosa
- 2018 L'eclipsi de Georges Perec. Adrià Pujol Cruells.
- 2017 Per què ens estimem les dones de Mircea Cărtărescu. Xavier Montoliu.[5]
- 2014 La senyora Dalloway de Virginia Woolf. Dolors Udina.[1]
- 2012 Armènia en prosa i en vers de Óssip Mandelxtam. Helena Vidal.
- 2011 El gobelet de Daus de Max Jacob. Enric Casasses.
- 2008 Les benignes de Jonathan Littell. Pau Joan Hernàndez.
- 2007 Assaigs de Montaigne. Vicent Alonso.
- 2006 Els viatges d’Ibn Battuta. Margarida Castells i Manuel Forcano.
- 2003 Llibre del desassossec, de Fernando Pessoa. Gabriel Sampol i Nicolau Dols.
- 1999 El Zibaldone dels pensaments, de Giacomo Leopardi. Assumpta Camps.
- 1997 Les mil i una nits. Dolors Cinca i Margarita Castells.
- 1997 Viatge a Itàlia, de J.W. Goethe. Rafael M. Bofill.
- 1996 Les metamorfosis, d’Ovidi. Jordi Parramón.
- 1995 Converses amb Goethe, de J.P. Eckermann. Jaume Bofill i Ferro.
- 1990 Les Confessions, d’Agustí d'Hipona. Miquel Dolç Dolç.
- 1987 La llengua salvada. Carme Gala.
- 1986 La consciència de Zeno, d’Italo Svevo. Carme Arenas i Elisabetta Sarmanti.
- 1983 Narracions completes I i II, de Franz Kafka. Josep Murgades.
- 1982 Ulisses, de James Joyce. Joaquim Mallafré.
- 1977 Assaig, de Francis Bacon. Josep Carner.

### Traducción de teatro
- 1988 Tot va bé si acaba bé, El Mercader de Venècia i l'Amansiment de la fúria, de William Shakespeare. Salvador Oliva.
- 1978 Tragèdies de Sòfocles i d’Eurípides. Carles Riba.

### Traducción poética
- 2016 Irlanda indòmita, de W.B. Yeats. Josep Maria Jaumà.
- 2015 Fulles d'herba, de Walt Whitman. Jaume Cristòfol Pons Alorda.
- 2013 Antologia de Spoon River, de Edgar Lee Masters. Jaume Bosquet y Miquel Àngel Llauger.[2]
- 2010 Poesía completa de Anna Akhmàtova. Jaume Creus.
- 2005 Cants de Giacomo Leopardi. Narcís Comadira.
- 2004 Khamriyyat. Poesía bàquica de Abú-Nuwàs. Jaume Ferrer y Anna Gil.
- 2003 Poemes de Fernando Pessoa, Poemes d'Alberto Caeiro, Poemes d'Álvaro de Campos i Odes de Ricardo Reis. Joaquim Sala-Sanahuja.
- 2002 Clavats a la carn del món, de Iehuda Amikhai. Manuel Forcano.
- 2001 Divina Comedia, de Dante Alighieri. Joan F. Mira.
- 2000 Cartes d'aniversari, de Ted Hughes. Josep M. Fulquet i Pauline Ernest.

Saps la terra on floreix el llimoner?, poemas de Dante, Petrarca, Michelangelo. Miquel Desclot.
- 1998 La Ilíada, d’Homer. Manuel Balasch.

El Kalevala. La gran epopeia del poble finlandès, de Elías Lönnrot. Ramón Garriga- Marquès i Pirkko-Merja Lounavaara.
- 1994 Només un altre any, de Mahmud Darwix. Dolors Cinca.

Tots els sonets, de Shakespeare. Gerard Vergés.
- 1987 Vell país natal, de Wang Wei. María-Dolors Folch i Marià Manent.
- 1986 Les flors del mal, Charles Baudelaire. Xavier Benguerel.
- 1985 Faules, de La Fontaine. Xavier Benguerel.
- 1984 Trenta-quatre poemes, de W.B. Yates. Marià Villangómez i Llobet.
- 1983 Poesía trobadoresca (antología). Alfred Badía.
- 1982 Poemes d’Archibald MacLeish. Marià Manent.

Himnes, de Friedrich Hölderlin. Manuel Carbonell.
- 1981 Sonets a Orfeu, de R.M. Rilke. Alfred Badia.
- 1980 Poemes d’Emily Dickinson. Marià Manent.
- 1979 Poesies de Cavafis. Joan Ferraté.
- 1977 Llibres profètics, de William Blake. Marià Manent.
- 1976 Vuitanta-vuit poemes de Cavafis. Joan Ferraté.

## Jurados
Composición del jurado en la categoría de Literatura y Ensayo:
- 2015 - 2017 Àlex Broch, Lluïsa Julià, Marta Nadal, Vinyet Panyella y Josep M. Ripoll.
- 2013 - 2014 Sebastià Alzamora, Àlex Broch, Lluïsa Julià, Marta Nadal y Vinyet Panyella.
- 2012 Sebastià Alzamora, Àlex Broch, Lluïsa Julià, Marta Nadal y Vinyet Panyella.
- 2006 - 2011 Sebastià Alzamora, Àlex Broch, Lluïsa Julià, Marta Nadal i Vinyet Panyella.